# Aviär keratinstörning

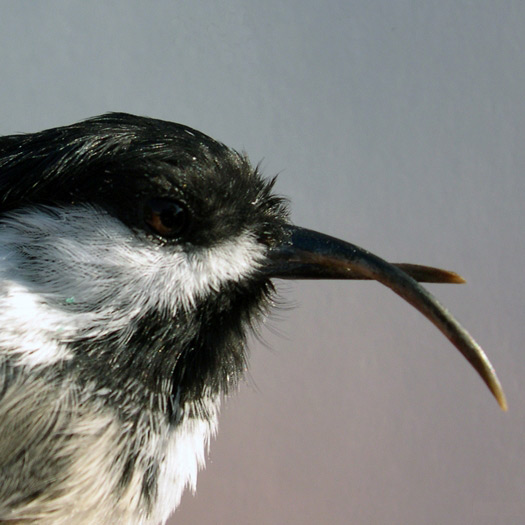
Amerikansk talltita med aviär keratinstörning

Aviär keratinstörning (AKD) är en  sjukdom bland vilda fåglar i  som kännetecknas av överväxt och deformiteter av näbben. De första fallen observerades bland amerikansk talltita i Alaska i slutet av 1990-talet, och det har sedan spridit sig snabbt sedan dess .  Orsaken till AKD är okänd, men kan bero på ett Poecivirus, ett nytt virussläkte inom familjen Picornaviridae 
.

## Symptom
AKD orsakar en accelererad tillväxt av det keratiniserade yttre skiktet av näbben (rhamphothecae)  vilket i sin tur leder till en förlängning och korsning av näbben. Detta försvagar fågeln och leder ofta på sikt till döden, eftersom det hindrar fåglarnas förmåga att söka föda och putsa fjäderdräkten, som i sin tur medför att fjäderdräkten förlorar sin isolerande förmåga .
Ett möjligt sekundärt symptom är bildandet av sår på andra keratiniserade vävnader på kroppen. Områden som berörs inkluderar hud, ben, fötter, klor och fjädrar. Eftersom AKD ännu inte är fullständigt utrett så är det ännu inte klarlagt om dessa sår uppstår som sekundära symptom eller en del av den systemiska störningen . 

## Förekomst
Ursprungligen rapporterades AKD i endast två arter av fåglar i Alaska, amerikansk sparv och bändelkorsnäbb . Även om övervuxna och korsade näbbhalvor nu har dokumenterats ett 40-tal arter av fåglar i Nordamerika och ett 30-tal arter av fåglar i Europa, så är det ännu en ovanlig sjukdom hos de flesta av dessa arter. AKD mest utbrett bland amerikansk talltita, där upp till 5% av populationen är drabbad. Bland övriga fågelarter som är drabbade så förekommer det bland olika kråkfåglar (alaskakråka i Nordamerika och råka i Europa), tättingar (rödbröstad nötväcka i Nordamerika och blåmes i Europa) och hackspettar. Dessutom har undersökningar av populationer av alaskakråkor visat att förekomsten av AKD regionalt kan vara betydligt högre vilket indikerar en epizootisk spridning.